# زوارم
زوارم روستایی در دهستان زوارم بخش مرکزی شهرستان شیروان استان خراسان شمالی ایران و مرکز دهستان زوارم است.
مردم این روستا به زبان ترکی خراسانی سخن می‌گویند

## موقعیت
زوارم در فاصله ۲۸ کیلومتری جنوب غربی شهر شیروان قرار دارد. این روستا یکی از مناطق ییلاقی خراسان شمالی است.

## جمعیت
بر پایه سرشماری عمومی نفوس و مسکن در سال ۱۳۹۵ جمعیت این مکان ۱٬۴۲۱ نفر (۴۸۴خانوار) بوده‌است.

## آثار تاریخی
- تپه ارگ زوارم
- تپه خیرات تپه
- تپه پائین ده